# Cobham Aviation Services Australia
 (septembre 2012).
Si vous disposez d'ouvrages ou d'articles de référence ou si vous connaissez des sites web de qualité traitant du thème abordé ici, merci de compléter l'article en donnant les références utiles à sa vérifiabilité et en les liant à la section « Notes et références ».
Cobham Aviation Services Australia est une compagnie aérienne australienne basée à  Adélaïde.

## Notes et références

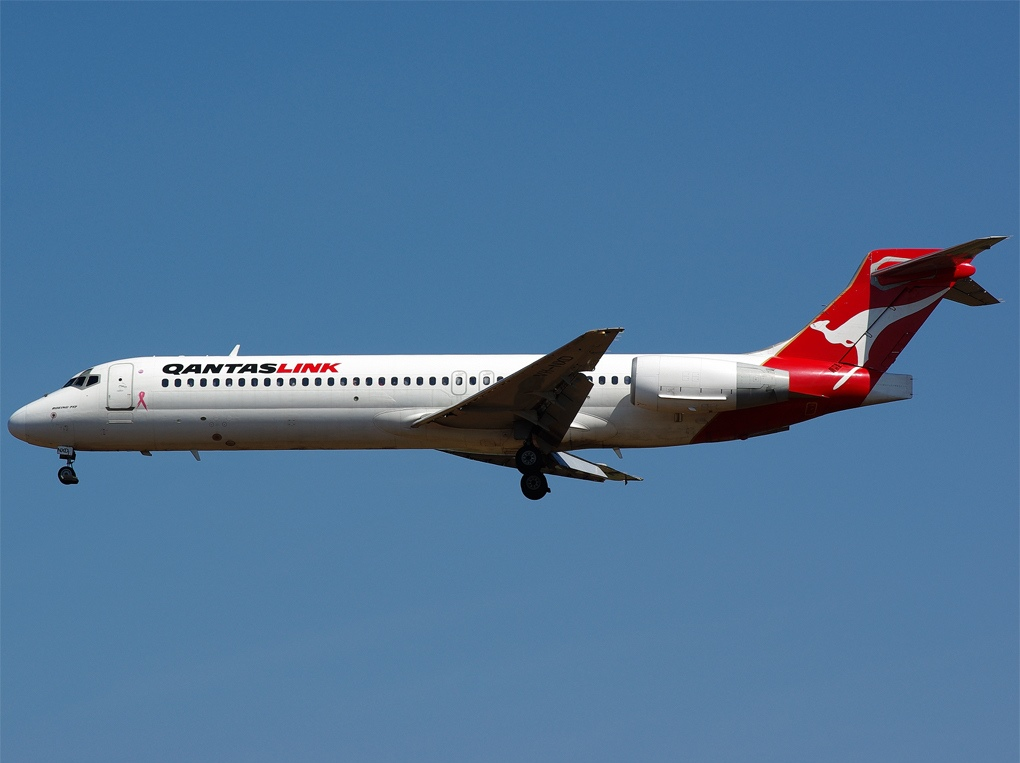
Boeing 717-23S de la compagnie Cobham Aviation Services Australia